# Rudolf de Korte
Rudolf Willem de Korte, né le 8 juillet 1936 à La Haye et mort le 9 janvier 2020 à Wassenaar, est un homme politique néerlandais membre du Parti populaire pour la liberté et la démocratie.

## Biographie
Rudolf De Korte fréquente le Maerlant Gymnasium de mai 1948 à juin 1954 et l'université de Leyde en septembre 1954 avec une spécialisation en chimie. Il obtient un baccalauréat ès sciences en juillet 1957 avant d'obtenir un diplôme de maîtrise ès sciences avec distinction le 18 octobre 1961. Il travaille en tant que chercheur avant d'obtenir un doctorat ès sciences en chimie le 21 mai 1964. Il suit une formation à la Harvard Business School en janvier 1962 en administration des affaires, obtenant une maîtrise en administration des affaires en novembre 1964. Il postule ensuite à l'université de Cranfield, en Angleterre en mai 1962 pour une autre formation post-universitaire en administration des affaires, obtenant une maîtrise en gestion et gestion en décembre 1964. Il travaille comme vendeur pour Unilever de décembre 1964 à décembre 1977 à Hong Kong, de décembre 1964 à mars 1966 et à Addis-Abeba en Éthiopie de mars 1966 à octobre 1968 et en qualité d'administrateur de société d'octobre 1968 à décembre 1977.
Il est directeur de campagne du Parti populaire pour la liberté et la démocratie (VVD) pour les élections de 1972 et 1977. De Korte est devenu membre de la Chambre des représentants après la nomination de Hans Wiegel au poste de vice-premier ministre et ministre de l'intérieur au Cabinet Van Agt I après la formation du cabinet de 1977, qui a pris ses fonctions le 22 décembre 1977 en tant que leader et porte-parole des affaires économiques et des affaires sociales. De Korte a été nommé ministre de l'Intérieur dans le Cabinet Lubbers I à la suite du décès de Koos Rietkerk (nl), prenant ses fonctions le 12 mars 1986. 
Après l'élection législative de 1986, Rudolf De Korte est revenu en tant que membre de la Chambre des représentants, prenant ses fonctions le 3 juin 1986. Après que le chef du Parti populaire pour la liberté et Démocratie, et leader parlementaire du VVD à la Chambre des représentants Ed Nijpels (en) a annoncé qu'il démissionnerait de ses fonctions de leader et de leader parlementaire à la Chambre des représentants après la défaite électorale, le VVD a désigné De Korte comme son successeur, De Korte a accepté et est devenu le chef du Parti populaire pour la liberté et la démocratie, prenant ses fonctions le 9 juillet 1986. Après la formation du cabinet en 1986, De Korte a été nommé vice-Premier ministre et ministre des Affaires économiques dans le Cabinet Lubbers II, qui a pris ses fonctions le 14 juillet 1986. Le 15 décembre 1986, De Korte a annoncé qu'il démissionnait de ses fonctions de leader en faveur du leader parlementaire à la Chambre des représentants, Joris Voorhoeve. 
Le Cabinet Lubbers II est tombé le 3 mai 1989 à la suite d'un désaccord au sein de la coalition au sujet de l'augmentation des tarifs et des accises et a continué à servir en qualité de gouvernement provisoire de transition. Après l'élection de 1989, De Korte est revenu à nouveau en tant que membre de la Chambre des représentants, prenant ses fonctions le 14 septembre 1989. 
Le Cabinet Lubbers II a été remplacé par le Cabinet Lubbers III après la formation du cabinet en 1989 le 7 novembre 1989 et il a continué à servir à la Chambre des représentants en tant que leader et porte-parole pour les affaires économiques et porte-parole adjoint pour les finances.
En août 1995, Rudolf De Korte a été nommé vice-président de la Banque européenne d'investissement (BEI), il a démissionné de son poste de membre de la Chambre des représentants le jour de sa nomination, servant du 1er septembre 1995 au 30 juin 2000. De Korte a ensuite été vice-président du conseil de surveillance de la Banque européenne d'investissement du 1er septembre 2001 au 16 janvier 2012.

## Distinctions
- Grand-croix de l'ordre du Mérite du Portugal
- Commandeur de l'ordre du Lion néerlandais

## Fonction
Rudolf de Korte a été ministre à deux reprises :
- en 1986, ministre de l’Intérieur ;
- de 1986 à 1989, ministre de l’Économie.

Il a également été vice-Premier ministre de 1986 à 1989.